# Jeanne Black
Jeanne Black (* 25. Oktober 1937 als Gloria Jeanne Black in Pomona, Kalifornien; † 23. Oktober 2014 in Orem, Utah) war eine US-amerikanische Country-Sängerin.

## Musik-Laufbahn
Knapp 19-jährig wurde Jeanne Black 1956 überregional bekannt durch einen Auftritt in der TV-Show Cliffie Stone’s Hometown Jamboree. Es folgten Engagements in Lake Tahoe und Las Vegas, und es begann eine Zusammenarbeit mit dem Gitarristen Billy Strange. 1960 erhielt Jeanne Black einen Plattenvertrag bei Capitol Records, wo im April 1960 die erste Single erschien. Die A-Seite mit Black als Solistin trug den Titel He’ll Have to Stay, auf der B-Seite sang sie im Duett mit einer gewissen Janie Black den Titel Under Your Spell Again. He’ll Have to Stay war ein so genannter Antwortsong auf den Jim-Reeves-Erfolg He’ll Have to Go. Während Reeves in seinem Song fordert, sein Nebenbuhler müsse gehen, antwortet Jeanne Black: „Er wird bleiben!“ Ebenso wie der Ursprungstitel gefiel dem Publikum der Antwortsong, er erreichte bei den Billboard Hot 100 Platz 4 und wurde insgesamt elf Wochen lang notiert. In den Country-Charts landete der Titel auf dem 6. und bei Rhythm & Blues auf dem 11. Rang. He’ll Have to Stay wurde ein Millionenerfolg und wurde mit der Goldenen Schallplatte ausgezeichnet.
He’ll Have To Stay blieb Blacks einziger großer Plattenerfolg. Die Nachfolge-Single Lisa / Journey of Love, ebenfalls im Duett mit Janie Black kam bei den Hot 100 auf Platz 43. Ende 1960 versuchte es Capitol mit einem weiteren Antwortsong, diesmal auf Elvis Presleys Are You Lonesome Tonight?. Bei Jeanne Black hieß es Oh, How I Miss You Tonight, und der Titel kam auf Rang 63 ein. Blacks letzte Single bei Capitol Records A Letter to Anya / Guessin’ Again wurde im Januar 1962 veröffentlicht, weitere Singleaufnahmen sind nicht bekannt. Eine Langspielplatte mit dem Titel A Little Bit Lonely hatte Capitol 1961 mit der Katalog-Nr. 1513 herausgebracht.

## Single-Diskografie (Capitol)
| Titel                                                         | Katalog-Nr. | Veröffentlichung |
| ------------------------------------------------------------- | ----------- | ---------------- |
| He’ll Have To Stay / Jeanne and Janie: Under Your Spell Again | 4368        | April 1960       |
| Lisa / Journey of Love (& Janie Black)                        | 4396        | Juli 1960        |
| You’ll Find Out / Sleep Walkin’                               | 4456        | Oktober 1960     |
| Oh, How I Miss You Tonight / A Little Bit Lonely              | 4492        | Dezember 1960    |
| When You’re Alone / Don’t Speek to Me                         | 4535        | März 1961        |
| Jimmy Love / The Commandments of Love                         | 4566        | Juni 1961        |
| I’m Gonna Make It Happen / I Stole You Away                   | 4592        | September 1961   |
| Heartbreak USA / His Own Little Island                        | 4654        | November 1961    |
| A Letter to Anya / Guessin’ Again                             | 4685        | Januar 1962      |